# Lobera
|  | Per a altres significats, vegeu «Lobera d'Onsella». |

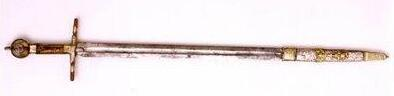
Lobera, espasa de Ferran III de Castella, Catedral de Sevilla.

Lobera era l'espasa del rei Ferran III de Castella, avui dia conservada com a relíquia a la Catedral de Sevilla, d'on cada any és treta en processó per commemorar la conquesta castellana de Sevilla el 1248. Era el símbol de poder de Ferran III, i així apareix en molts gravats, amb espasa i orb en mà, en comptes del tradicional ceptre.

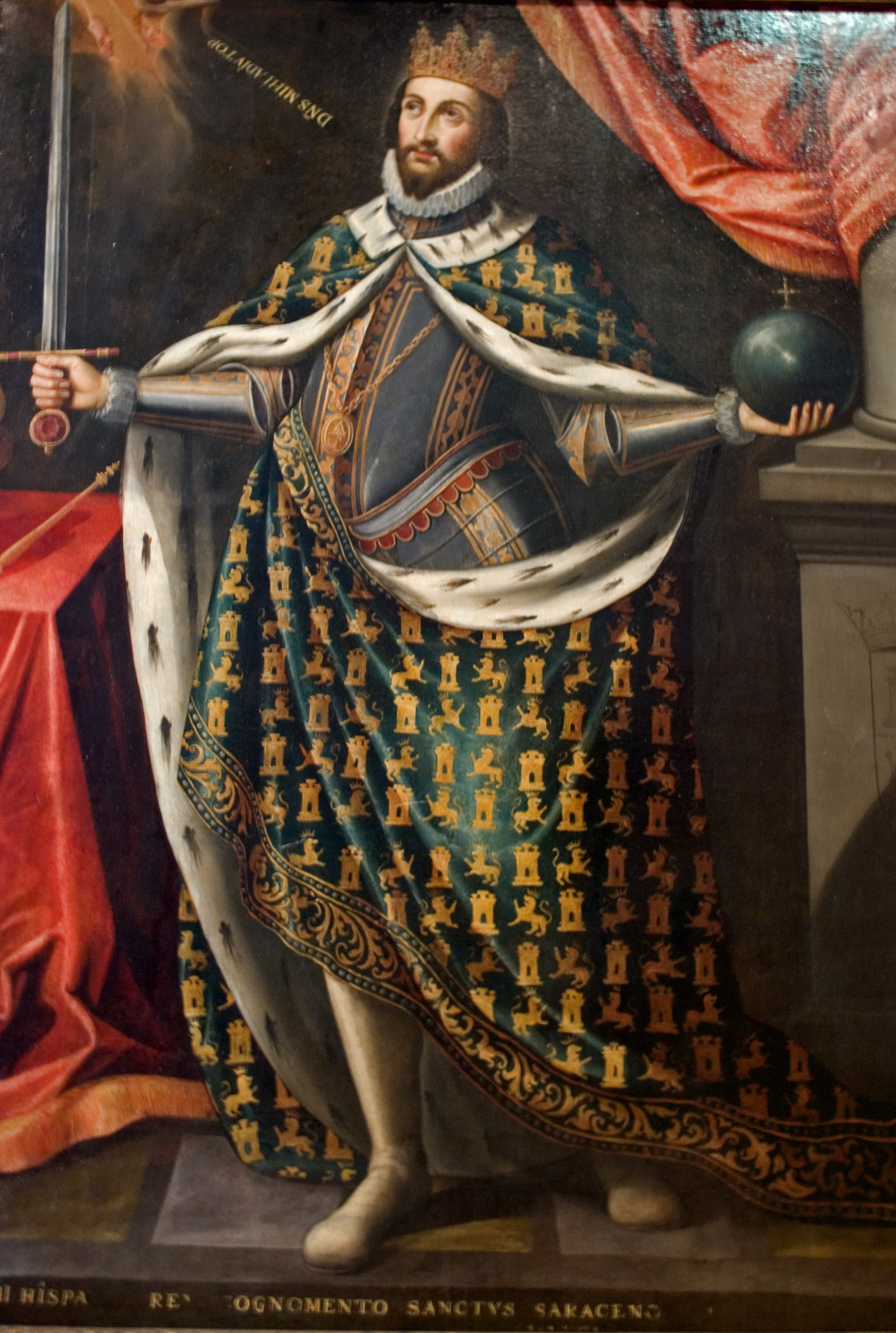
El Rei Ferran III de Castella representat amb Lobera empunyada.

És una espasa de fulla plana i dos talls, que mesura 85,4 cm de llarg i 5,3 cm per la part més ampla, disminuint fins a acabar en punta rodona. Segons Joan Manuel de Castella en El Conde Lucanor, l'espasa pertanyia originàriament al comte Fernán González (heroi èpic del Poema de Fernán González). En el seu llit de mort, Ferran III dirigint el seu fill menor, l'infant D. Manuel, li va dir: «non vos puedo dar heredad ninguna, mas dovos la mi espada Lobera, que es cosa de muy grand virtud et con que me fizo Dios a mi mucho bien».